# Хадвига Бабенберг
Хадвига Бабенберг (на немски: Hadwig, Hedwiga, Hathui, Hadui(ch); † 24 декември 903) произлиза от франкските Бабенберги (Попони) и е херцогиня на Саксония и прапраправнучка на Карл Велики.

## Произход и брак
Тя е дъщеря на Хайнрих († 886), херцог на Австразия, от род Попони. Нейната майка Ингелтруда († 870) от род Унруохинги е най-възрастната дъщеря на Еберхард (херцог на Фриули) и на Гизела, дъщеря на император Лудвиг Благочестиви и Юдит Баварска, и сестра на Беренгар I.
Хадвига се омъжва ок. 869/870 г. за Отон I Сиятелни († 30 ноември 912), херцог на Саксония от династията Лиудолфинги.

## Деца
- Танкмар († пр. 30 ноември 912)
- Лиудолф († пр. 30 ноември 912)
- Хайнрих I Птицелов (* 876; † 2 юли 936), от 912 херцог на Саксония и от 919 до 936 римско-германски крал на Източното франкско кралство; ∞ I. 906 Хатебург; ∞ II. 909 Света Матилда, игуменка на Нивел († 968), дъщеря на граф Дитрих (Теодерих) от род Имединги
- Ода (* 875/880; † 2 юли сл. 952); ∞ I. 27 март или 13 юни 897 за Цвентиболд (* 870/871; † 13 август 900), 895 – 900 крал на Лотарингия от рода на Каролингите; ∞ II. края на 900 граф Герхард I от Мец († 22 юни 910) от род Матфриди (Герхардини)